# Dorcadion argonauta
Dorcadion argonauta là một loài bọ cánh cứng trong họ Cerambycidae.